# 福島県道150号伊達霊山線
福島県道150号伊達霊山線（ふくしまけんどう150ごう だてりょうぜんせん）は、福島県伊達市内を通る一般県道である。

## 路線概要
- 起点：伊達市広前
- 終点：伊達市霊山町泉原字上舘
- 総延長：6.541 km[1]
  - 実延長：4.597 km

保原市街地では陣屋通りと呼ばれ、目抜き通りのひとつとなっている。

### 重用路線
- 国道399号（伊達市広前〈起点〉 - 同市保原町字七丁目）
- 福島県道122号梁川霊山線（伊達市保原町金原田字菖蒲沢 - 同市霊山町山ノ川字沼ノ江）

### 道路施設
伊達橋
（阿武隈川　国道399号重用区間）
界橋
- 全長：28.1 m
- 幅員：6.0（18.0） m
- 形式：PC単純バイプレ中空床版桁橋
- 竣工：2004年度

伊達市保原町字城ノ内から同市保原町大泉字大地内に跨り、一級水系阿武隈川水系東根川を渡る。橋上は上下対向2車線で供用され、伊達市役所へ向かう右折レーンと手前の導流帯がある。保原市街地と伊達市役所、大泉運動公園を結ぶルートであり、渋滞解消と歩行者、自転車の安全確保のために街路事業として拡幅工事が行われた。ユニバーサルデザインの観点より車道に排水性舗装、歩道に透水性平板ブロックが用いられている。総工費は1億9550万円。
菖蒲沢跨線橋
- 全長：8.0m
- 幅員：9.5m
- 竣工：1977年[3]

保原町大泉字大地内にて阿武隈急行線を渡る。
泉橋
- 全長：39.0m
- 幅員：8.0m
- 竣工：1960年[4]

霊山町山野川字下在家、霊山町大石字滝ノ原から霊山町泉原字川面に跨り、一級水系阿武隈川水系広瀬川を渡る。橋上は上下対向2車線で供用され、歩道は設置されていない。下流側に水管橋が並行してかかる。

## 沿革
- 1976年（昭和51年）11月16日 - 福島県によって県道路線に認定される[5]。

## 通過する自治体
- 伊達市

## 接続・交差する道路
- 国道4号・国道399号福島市方面（福島県道5号上名倉飯坂伊達線重用区間）（広前〈伊達町交差点〉起点）
- 国道349号（国道399号いわき市方面重用区間）（保原町字七丁目）
- 福島県道122号梁川霊山線 |梁川方面（保原町金原田字菖蒲沢）
- 福島県道387号飯坂保原線（保原町金原田字中屋敷）
- 福島県道122号梁川霊山線 霊山市街地方面（霊山町山ノ川字沼ノ江）
- 福島県道31号浪江国見線（霊山町泉原字上舘 終点）

## 沿線施設
- 伊達市役所伊達総合庁舎
- 伊達市立伊達中学校
- 北福島医療センター
- 伊達市立保原小学校
- 伊達市保原市民センター・保原市民体育館
- 伊達市役所本庁舎・伊達広域消防組合消防本部・福島県保原土木事務所
- 阿武隈急行大泉駅
- 保原総合公園
  - 伊達市保原歴史文化資料館
  - 旧亀岡家住宅
  - ほばら大泉野球場
- 赤坂の里森林公園